# Pelecanus occidentalis urinator
El pelícano pardo de las Galápagos (Pelecanus occidentalis urinator) es una subespecie del pelícano pardo (Pelecanus occidentalis), un ave perteneciente a la familia de los pelícanos (Pelecanidae) que habita, con varias subespecies, en las costas de América desde el sur de los Estados Unidos hasta Brasil. Esta subespecie es endémica del archipiélago de las islas Galápagos, ubicado en el océano Pacífico.

## Características
Es un ave oscura y pesada. Los sexos son similares en el color del plumaje; ambos cuentan con un largo de unos 104 cm. La característica más llamativa es que tiene suspendida de la mitad inferior de su pico una enorme bolsa de piel desnuda, de una capacidad de unos once litros, dos o tres veces mayor que su propio estómago. Esta bolsa la emplea para pescar, dejando que el agua se drene por los bordes antes de tragar los peces. Estos no los lleva en la bolsa; lo hace en la garganta o en el esófago. También la bolsa desplegada le permite enfriar su sangre bajo un intenso calor.
Durante la época reproductiva, la cabeza es blanca con un lavado de color amarillo pálido en la corona y una cresta nucal castaña; el largo pico gris ostenta un tinte rosáceo; el cuello dorsal, todo el resto del dorso, la rabadilla y la cola están veteados de gris y pardo oscuro; el pecho y el vientre son de color marrón negruzco; los ojos son de color amarillo pálido y la piel a su alrededor es rojiza; las patas y pies son de color negro, con membrana interdigital, la cual une los cuatro dedos. 
Fuera de la época de reproducción toda la cabeza y el cuello es blanco, y el pico gris. 
Los inmaduros tienen el cuello pardo y las partes inferiores blancas.

## Medidas
Estas son las medidas lineales en mm:
- Ala, longitud promedio: 
  - Machos: 561 (oscilan entre 552 y 570)
  - Hembras:  527 (oscilan entre 516 y 546)

- Culmen, longitud promedio: 
  - Machos: 361 (oscilan entre 340 y 379)
  - Hembras: 329 (oscilan entre 307 y 372)

- Cola, longitud promedio: 
  - Machos: 140 (oscilan entre 130 y 148)
  - Hembras: 137 (oscilan entre 129 y 145)

- Tarso, longitud promedio: 
  - Machos: 85 (oscilan entre 82 y 89)
  - Hembras: 80  (oscilan entre 77 y 85)

## Distribución
Esta subespecie es endémica del archipiélago de las islas Galápagos, ubicado en pleno océano Pacífico a 972 km de la costa de la República del Ecuador, en donde habita una subespecie similar, el pelícano pardo del Pacífico (Pelecanus occidentalis murphyi). 

## Alimentación
Este pelícano se alimenta sobre todo de pescado, que captura en las aguas marinas cercanas a la costa, pues rara vez se lo ve extraviado lejos de ellas. Para capturar los peces utiliza su enorme bolsa a modo de red, dejando que el agua se drene por los bordes antes de tragar la pesca así obtenida. También emplea otra técnica: se zambulle desde alturas de hasta diez m. No se sumerge buceando más allá de la profundidad alcanzada por el impulso de la zambullida. Acude a los botes pesqueros en busca de desperdicios y desechos, además de emplearlos como sitios de descanso.
A pesar de que un adulto requiere por lo menos 1,7 kg de pescado al día, se ha demostrado que no compiten con los humanos dedicados a la pesca comercial o deportiva, ya que no comen especies de peces de la misma calidad que los que alimentan a los humanos.

## Reproducción

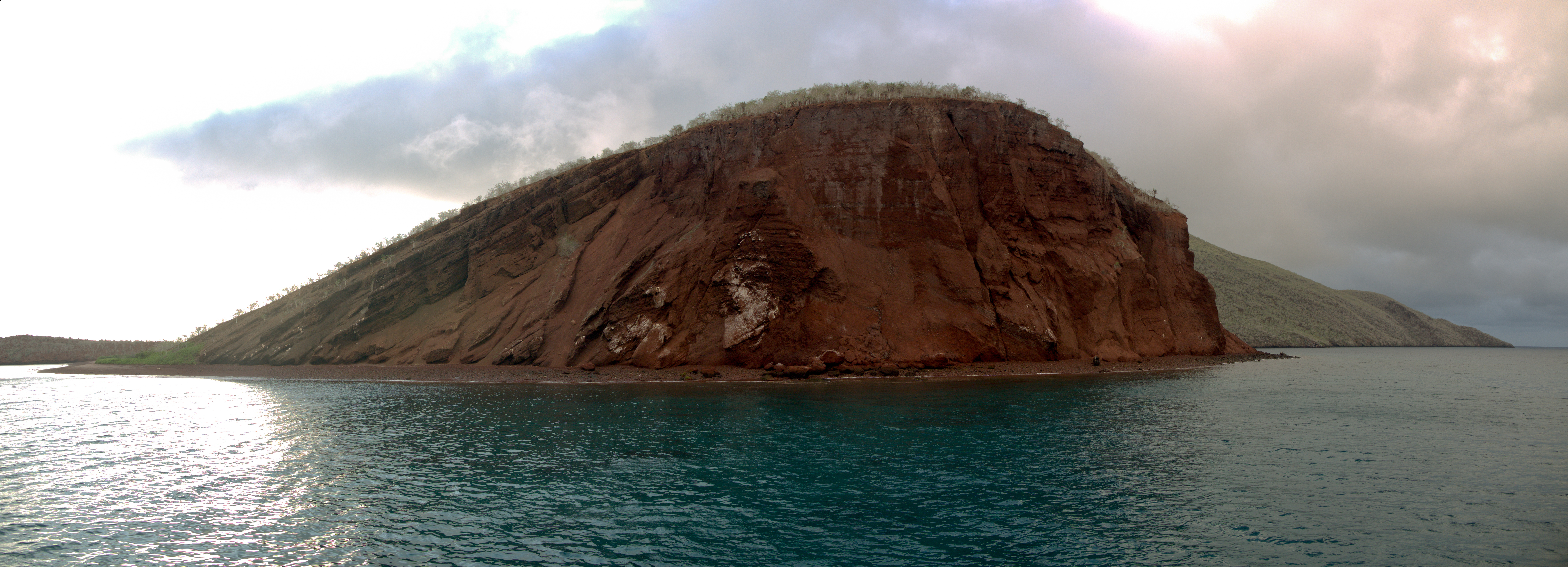
Panorama de la isla Rábida, en la cual este pelícano suele asentar sus nidos.

Nidifica en colonias. Emplazan los nidos sobre árboles, arbustos o en el suelo. Los situados en los árboles están hechos de juncos, pastos, paja y ramas. Los nidos ubicados en el suelo están forrados con plumas y poseen un borde de tierra construida por encima del nivel del suelo. Los machos seleccionan los sitios de anidación y realizan un despliegue visual para atraer a una hembra. Una vez que la pareja se forma, la comunicación entre ellos es mínima. El mayor porcentaje de nidos se forman durante marzo y abril. La hembra pone dos o tres huevos de un color blanco tiza, de un peso de 63,5 gramos en promedio. La incubación se prolonga entre 28 y 30 días. Los nidos en el suelo son abandonados por las crías 35 días después de la eclosión; los nidos posicionados en las copas de los árboles son abandonados entre 63 y 88 días después de la eclosión, para emprender su primer vuelo. La edad de madurez sexual o reproductiva, en machos es de 730 días, y en hembras es de 365 días. 
El peso de los adultos es de 3116 gramos en promedio. Estudios sugieren que en promedio solo el 30 % de los ejemplares sobreviven al primer año de vida, y menos del 2 % viven más de diez años. La longevidad máxima es de 43 años.

## Galería

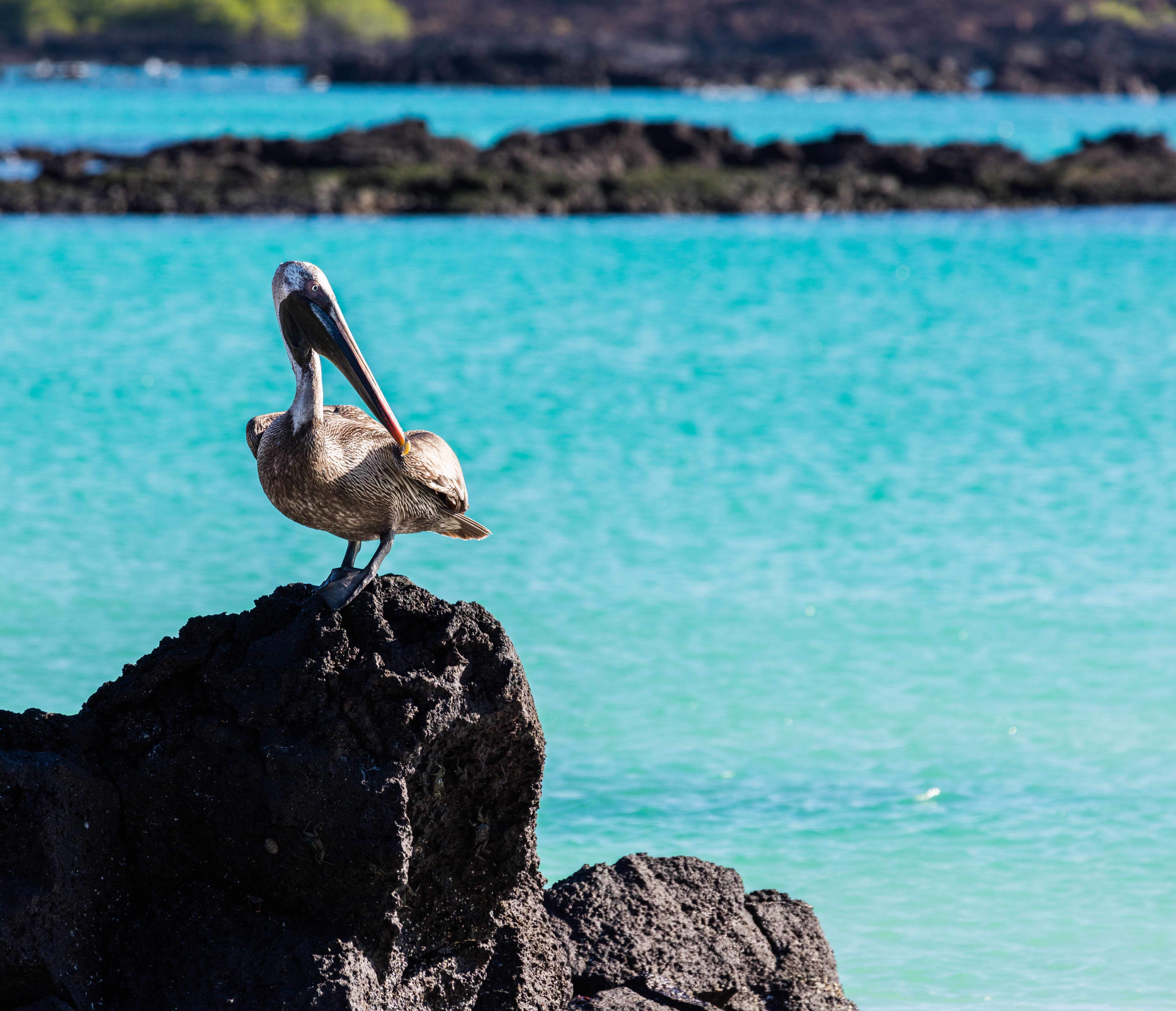
Ejemplar en Cerro Brujo, isla de San Cristóbal.
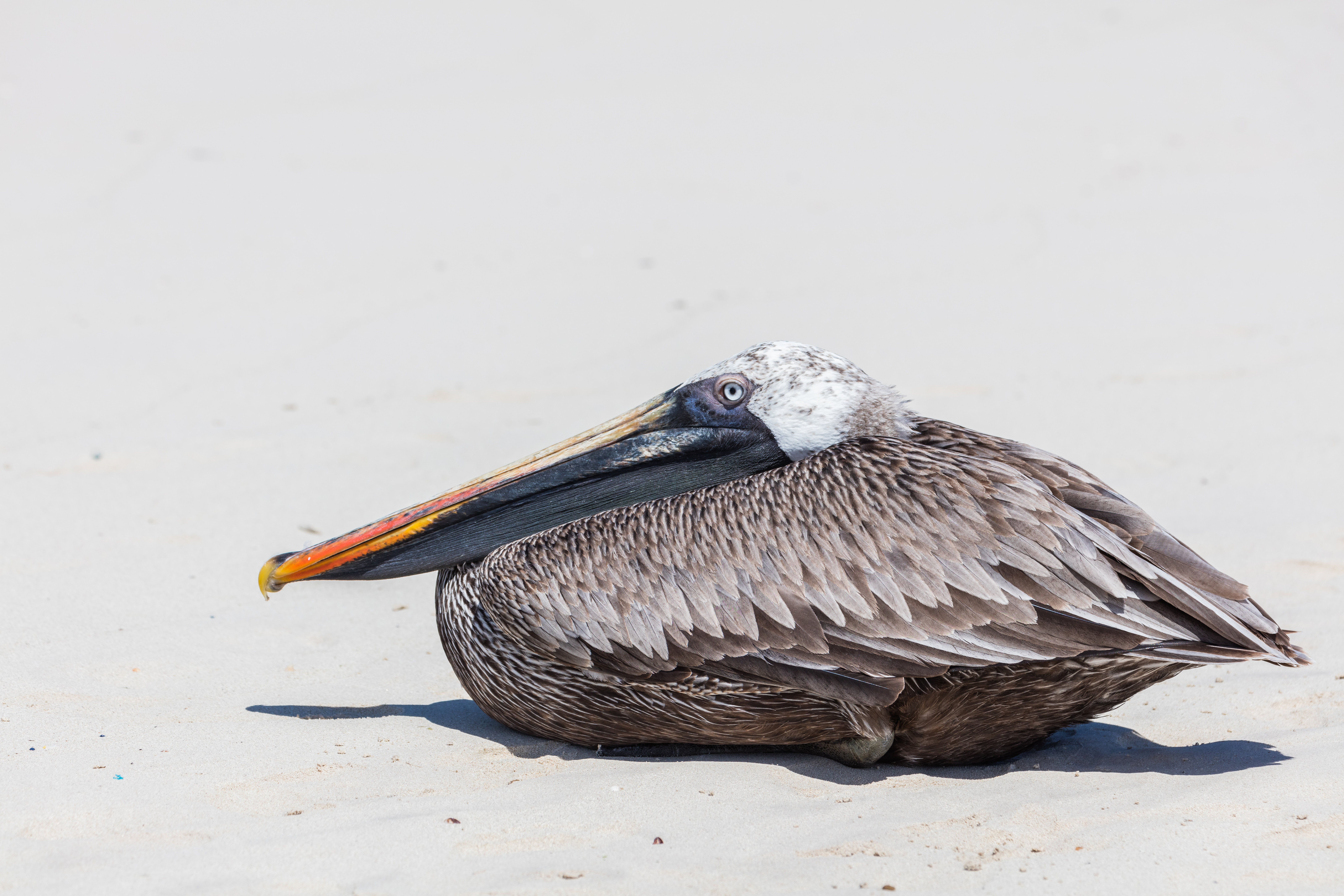
Ejemplar en Bahía Tortuga, isla Santa Cruz.
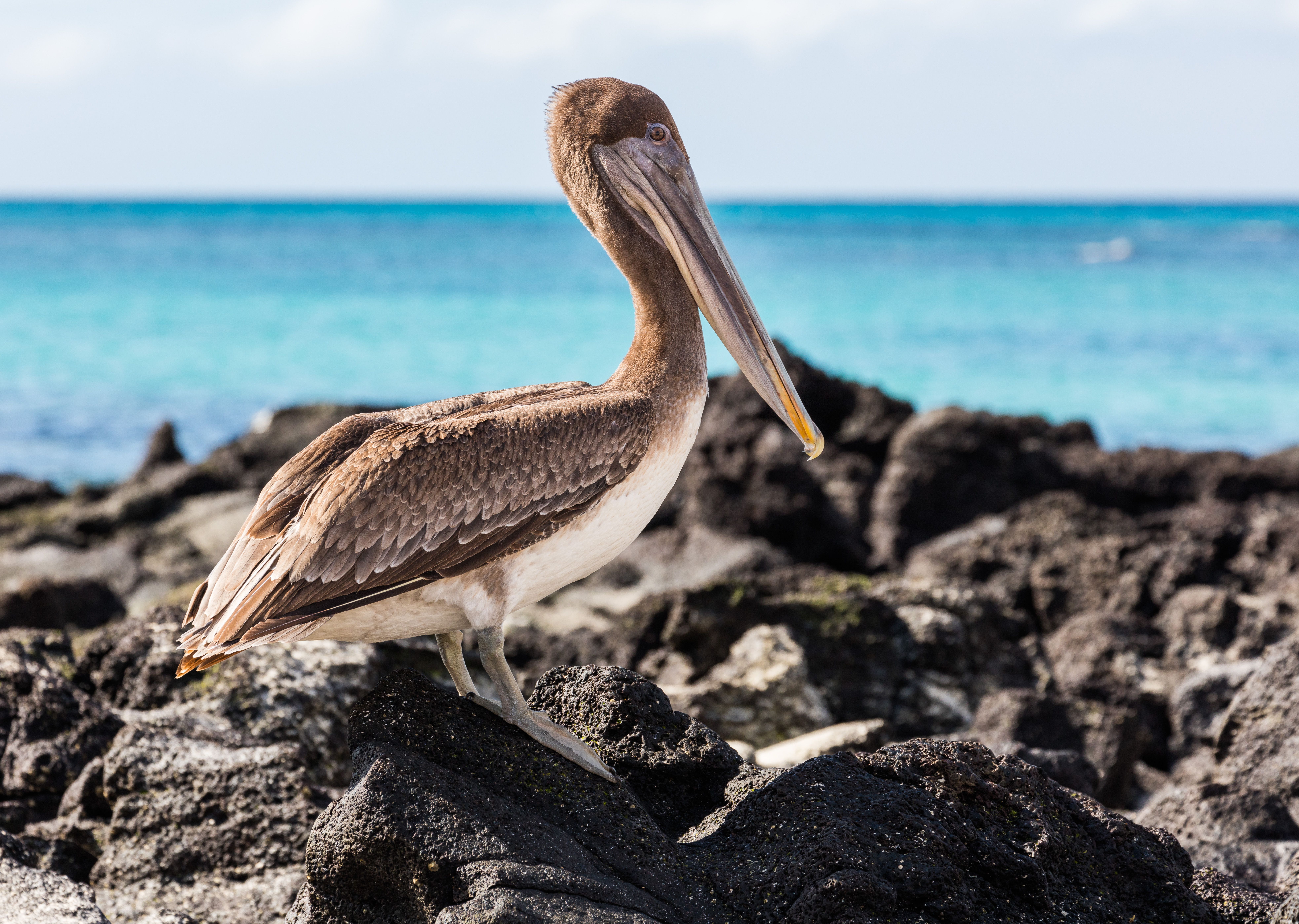
Ejemplar en Las Bachas, isla Baltra.
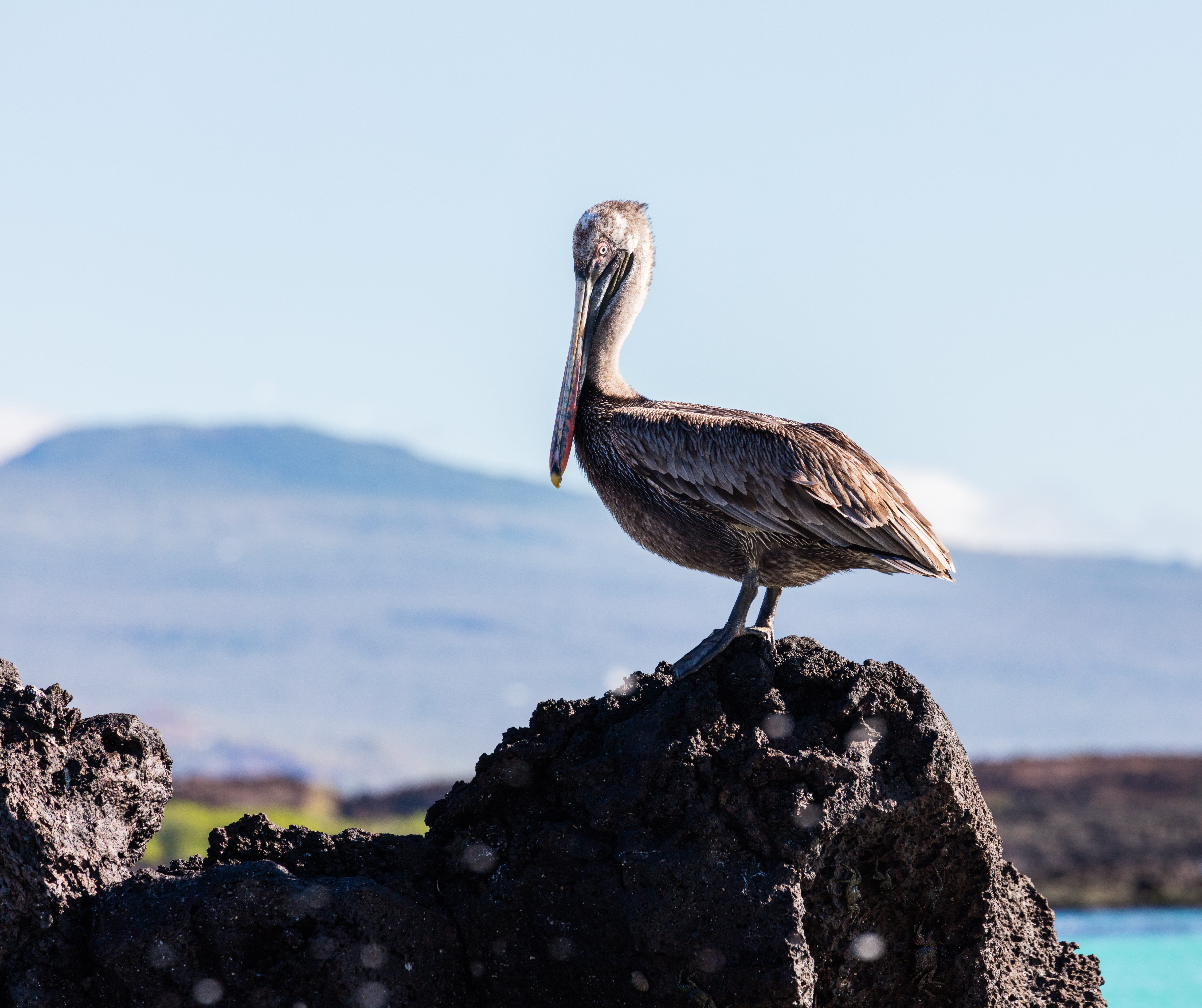
Alerta
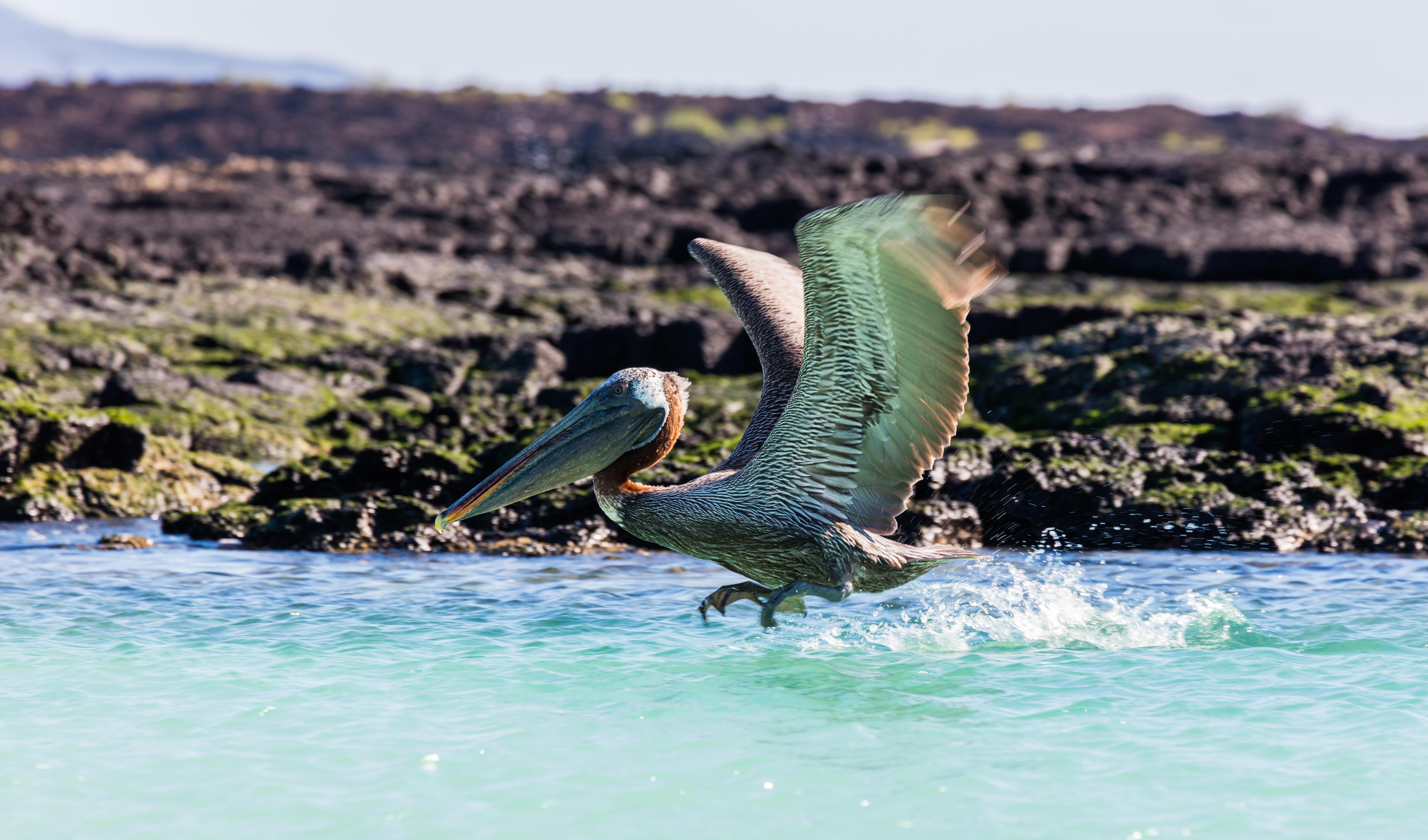
Emprendiendo el vuelo
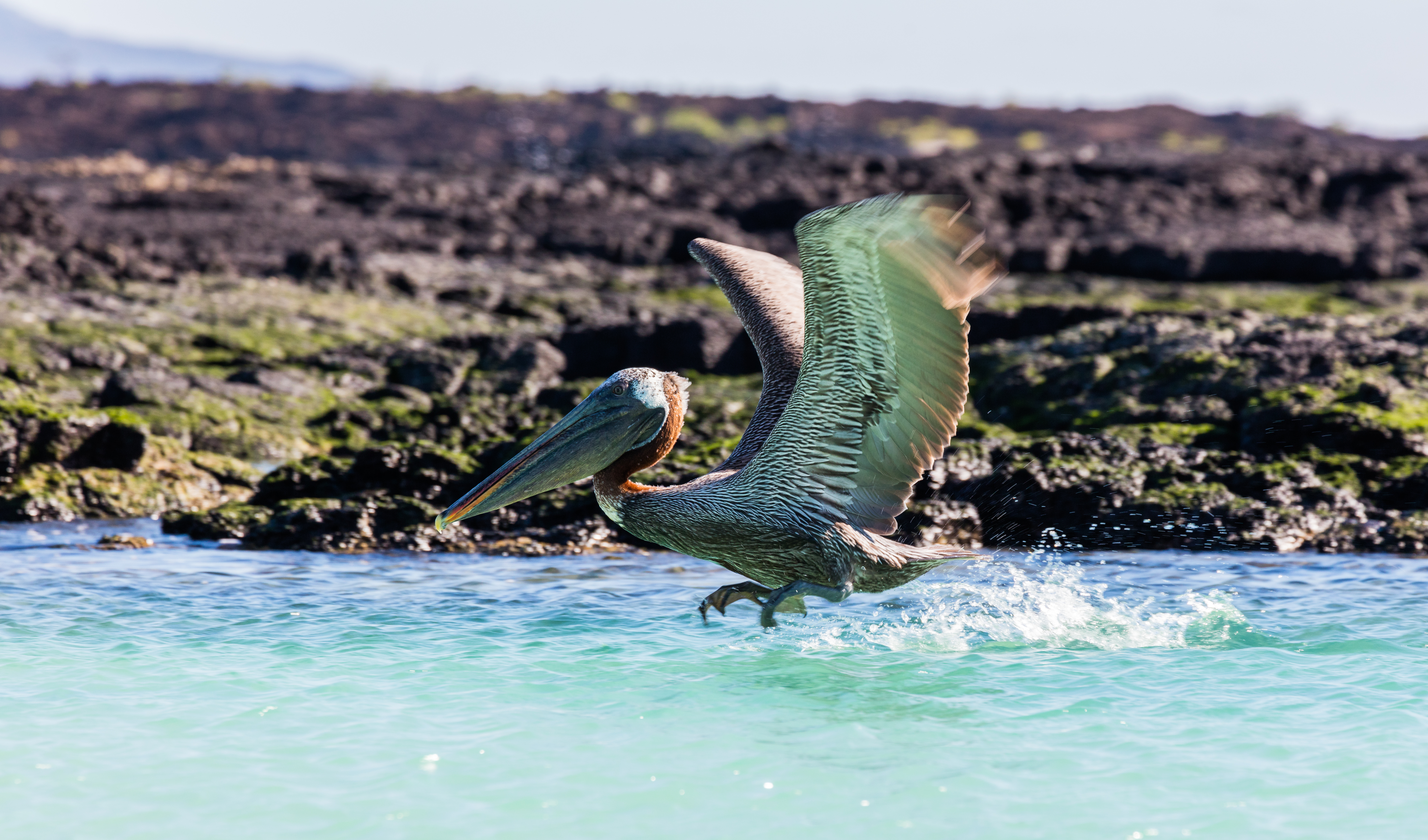
Amerizando en el agua
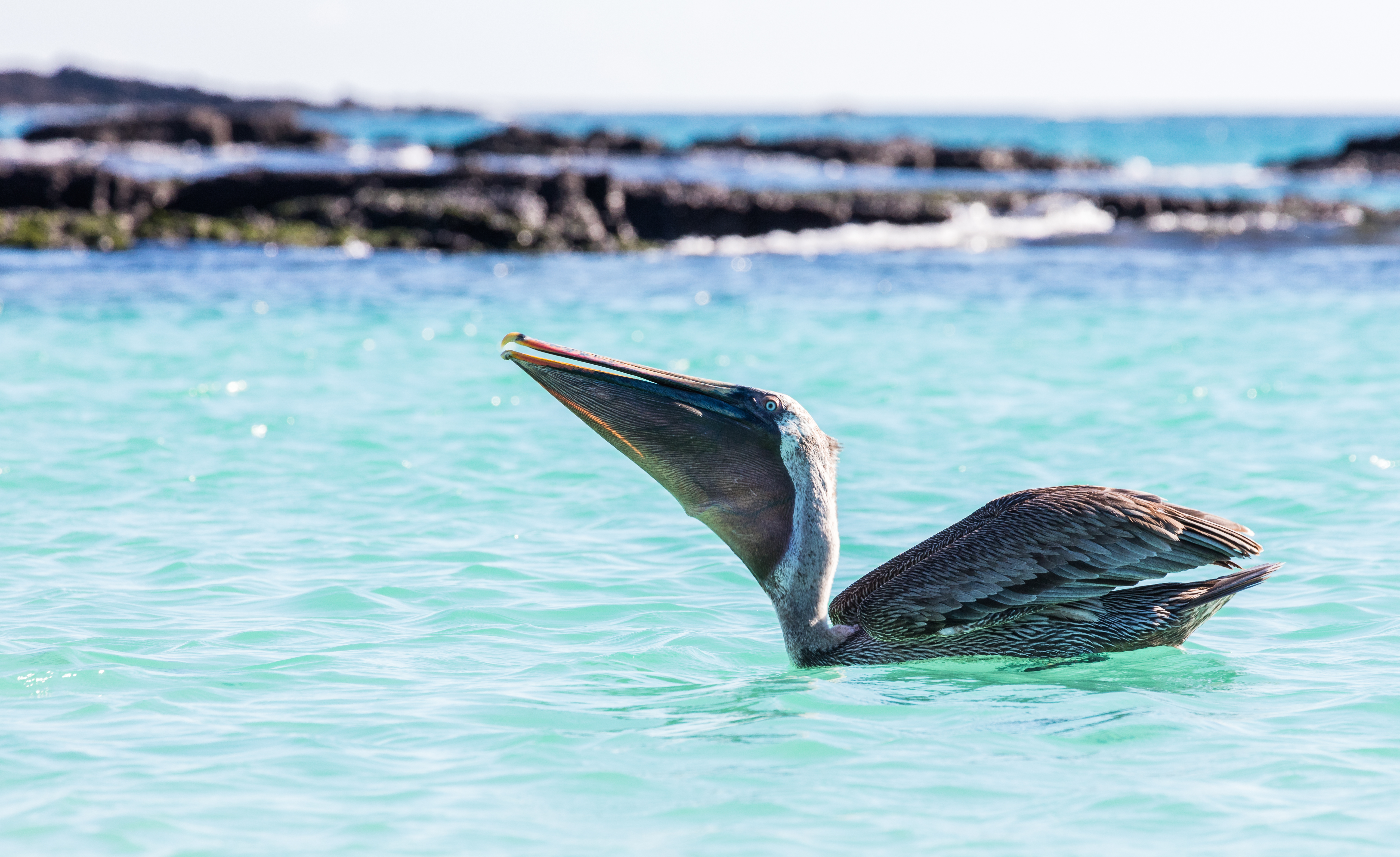
Tragando peces